# Jirka Letzin
Jirka Letzin (Nuevo Brandeburgo, Alemania, 8 de febrero de 1971) es un nadador retirado especializado en pruebas de estilo espalda y estilo libre. Fue subcampeón mundial en 4x200 metros libres y bronce en 100 espalda durante el Campeonato Mundial de Natación en Piscina Corta de 1995 y subcampeón europeo en 100 metros espalda durante el Campeonato Europeo de Natación de 1995.
Representó a Alemania en los Juegos Olímpicos de Sídney 2000.

## Palmarés internacional
| Campeonato Mundial de Natación en Piscina Corta | Campeonato Mundial de Natación en Piscina Corta | Campeonato Mundial de Natación en Piscina Corta | Campeonato Mundial de Natación en Piscina Corta |
| Año                                             | Lugar                                           | Medalla                                         | Prueba                                          |
| ----------------------------------------------- | ----------------------------------------------- | ----------------------------------------------- | ----------------------------------------------- |
| 1995                                            | Río de Janeiro (Brasil)                         | Medalla de plata                                | 4 × 200 m libre                                 |
| 1995                                            | Río de Janeiro (Brasil)                         | Medalla de bronce                               | 100 m espalda                                   |
| Campeonato Europeo de Natación                  |                                                 |                                                 |                                                 |
| Año                                             | Lugar                                           | Medalla                                         | Prueba                                          |
| 1995                                            | Viena (Austria)                                 | Medalla de plata                                | 100 m espalda                                   |